# FK Sewastopol-2
FK Sewastopol-2 (ukr. Професійний футбольний клуб «Севастополь-2», Profesijnyj Futbolnyj Kłub "Sewastopol-2", ros. Профессиональный Футбольный Клуб «Севастополь-2», krym. PFK "Sevastopol-2") – ukraiński klub piłkarski z siedzibą w Sewastopolu. Jest drugim zespołem klubu PFK Sewastopol. Założony został w roku 2004 jako Awlita Sewastopol, a status profesjonalny otrzymał w 2008 roku.
Zgodnie z regulaminem klub nie może awansować do ligi, w której już gra I zespół klubu, oraz nie może występować w rozgrywkach Pucharu Ukrainy. Występuje w rozgrywkach ukraińskiej Drugiej Lihi.

## Historia
Chronologia nazw:
- 2004-2006: Awlita Sewastopol (ukr. ФК «Авліта» Севастополь)
- od 2006: FK Sewastopol-2 (ukr. ФК «Севастополь-2»)

Druga drużyna piłkarska FK Sewastopol została założona w 2004 i otrzymała nazwę Awlita Sewastopol.
Klub FK Sewastopol-2 zaczął występować w rozgrywkach Drugiej Lihi od sezonu 2008/09.
Po rundzie jesiennej sezonu 2008/09 z przyczyn finansowych zrezygnował z dalszych występów w Drugiej Lidze i został pozbawiony statusu klubu profesjonalnego.

## Inne
- FK Sewastopol